# Aulagromyza cornigera
Aulagromyza cornigera is een vliegensoort uit de familie van de mineervliegen (Agromyzidae). De wetenschappelijke naam van de soort is voor het eerst geldig gepubliceerd in 1973 door Griffiths.

## Mijn
Een brede, onvertakte tunnel aan de bovenkant van het blad, die meestal aanvankelijk langs de rand van het blad loopt. De larve verlaat de mijn via een snee aan de bovenzijde van het blad om zich te verpoppen.

## Waardplanten
Dze soort is bekend van:
- Lonicera periclymenum (Wilde kamperfoelie)
- Lonicera tatarica (Rode kamperfoelie)
- Lonicera xylosteum
- Symphoricarpos albus (Sneeuwbes)